# مريم ملك أرا
مریم خاتون ملک أرا (بالفارسية: مریم خاتون ملک‌آرا) ناشطة حقوقية متخصصة في الدفاع عن حقوق المتحولين جنسياً في إيران. من مواليد عام 1950 ، توفيت في 25 مارس 2012. عند الولادة، تم تحديد جنسها كذكر. لعبت مريم دورا فعالا في قضية عمليات تغيير الجنس المرخصة قانونيا، من خلال التحصل على فتوى.

## سيرتها
سنة 1975 ، كتبت مريم رسائل إلى آية الله الخميني بعد نفيها في العراق، طالبة منه نصيحة دينية حول كيفية التعامل مع جنسها الذي تم اختياره لها عند الولادة وواجب تغييره. و من أجل تحقيق هدفها، سافرت إلى باريس حيث كان آية الله يقيم في ذلك الحين، في عام 1978. و بعد الثورة الإسلامية عام 1979 ، تم فصلها من موقعها على التلفزيون وحقنها عنوة بالهرمونات الذكرية إضافة إلى سجنها في مؤسسة للأمراض النفسية. إلا أنه وبفضل علاقاتها الجيدة مع العديد من الزعماء الدينيين، بما في ذلك أكبر هاشمي رفسنجاني ، تم إطلاق سراحها.
واصلت مريم خاتون حملتها من أجل تقنين عملية تغيير الجنس وذهبت للقاء آية الله الخميني في منزله في شمال طهران ، مرتدية بدلة للرجال وقرآن. إلا أن هذا تسبب في احتجازها وضربها من قبل جهاز الأمن، إلى أن تدخل شقيق آية الله، حسن باسانديدي وسمح لها بالتحدث إلى الخميني. هناك، تمكنت من إقناعه بقصتها وأصدر هذا الأخير فتوى في عام 1986 أذن لها في فحواها بإجراء عملية إعادة تعيين الجنس.
قامت مريم مولك أرا إثر عمليتها بحملة من أجل التعرف على الإجراءات الطبية المتعلقة بتغيير الجنس في إيران. كما أنها تدعم بصفة علنية كل من يرغب في إجراء العملية. غير راضية عن جودة العمليات الجراحية التي أجريت في المستشفيات الإيرانية، أكملت انتقالها الجراحي في تايلاند في سنة 1997.
في عام 2007 ، قامت بتأسيس وإدارة الجمعية الإيرانية لدعم الأشخاص الذين يعانون من اضطراب الهوية الجنسية وهي أول منظمة للدفاع عن حقوق المتحولين جنسياً معترف بها في إيران.